# Consonante central
Una consonante central, también conocida como consonante media, es un sonido consonántico producido cuando el aire fluye a través del centro de la boca sobre la lengua. La clase contrasta con las consonantes laterales, en las que el aire fluye por los lados de la lengua en lugar de por el centro.
Ejemplos de consonantes centrales son la fricativa alveolar sonora (la "z" en la palabra inglesa "zoo". No confundir con la z española que es una fricativa dental sorda.) y la aproximante palatal (la "y" en la palabra inglesa "yes"). Otras son las fricativas centrales [θ ð s z ʃ ʒ ʂ ʐ ɕ ʑ ç ʝ x ɣ χ ʁ], las aproximantes centrales [ɹ ɻ j ɥ ɰ w ʍ], los trinos "trills" [r ʀ] y las aletas centrales "central flaps" [ɾ ɽ] .
El término es más relevante para aproximantes y fricativas, ya que hay marcado contraste entre las consonantes centrales y laterales. Por ejemplo, [l] frente a [ɹ] y [ɮ] frente a [z]. Las oclusivas que tienen "liberación lateral" se pueden escribir en el Alfabeto fonético internacional usando un símbolo de superíndice, por ejemplo, [tˡ], o pueden implicarse con una consonante lateral siguiente, como en el siguiente ejemplo: [tɬ] .
Las fricativas labiales [f v] a menudo, tienen flujo de aire lateral, ya que la oclusión entre los dientes y los labios bloquea el flujo de aire en el centro. Pese a esto, no se consideran consonantes laterales porque ningún idioma hace una distinción entre los dos.

## Laterales en las lenguas del mundo
En algunos idiomas, la centralidad de un fonema puede ser indeterminada. En japonés, por ejemplo, hay una consonante líquida /r/, que puede ser central o lateral, lo que da como resultado que /ro/ se produzca como [ɾo] o [lo] .

## Tipos de sonidos de laterales
- Las fricativas centrales [θ ð s z ʃ ʒ ʂ ʐ ɕ ʑ ç ʝ x ɣ χ ʁ],
- las aproximantes centrales [ɹ ɻ j ɥ ɰ w ʍ],
- las consonantes vibrantes simples "trills" [r ʀ] y
- las consonantes vibrantes múltiples "central flaps" [ɾ ɽ] .